# Rzeszów Centrum
Rzeszów Centrum – przystanek kolejowy w Rzeszowie w Polsce. Przystanek został oddany do użytku 11 czerwca 2023 roku.